# Taupo
Pour les articles homonymes, voir Taupo (homonymie).
Taupo (prononcer habituellement ˈtaʊpoʊ) est une ville de l'Île du Nord de la Nouvelle-Zélande.

## Histoire
Taupo est à l'origine une mission protestante fondée en 1849 par Thomas Samuel Grace, membre de la Church Mission Society, près du lac Taupo. Après la guerre du Waikato, Grace refonde en 1870 la mission.
En 1953, Taupo fut officiellement constitué en borough, mais depuis 1989, elle est administrée par un conseil de district (en), le district incluant à la fois la ville de Taupo elle-même et l’arrière-pays aux alentours. Malgré cela, on y fait parfois référence comme l’une des cités de la liste des villes de Nouvelle-Zélande. C’est l’une des vingt plus grandes zones urbaines de la Nouvelle-Zélande (Liste des zones urbaines de Nouvelle-Zélande classée par population (en)) et la deuxième plus grande de la région de Waikato (après Hamilton).
Dans les années 1990, la ville a connu une croissance continue en raison de son attrait touristique, notamment de son lac et de ses activités géothermiques.

## Géographie

### Situation
Taupo est une localité située sur la rive nord-est du lac Taupo avec la route State Highway 1 juste à l’ouest. Le site a une plage réputée pour la natation et le ski nautique, très fréquentée en été.
Five Mile Bay est l’une des trois baies de même nom situées le long des berges du lac, les deux autres étant Two Mile Bay et Three Mile Bay.
La ville de Wairakei est située à proximité.
La ville est située sur la berge du lac Taupo dans le centre de l'Île du Nord. C’est le siège du Conseil du district de Taupo (en) et elle est localisée au sud de la région de Waikato. Elle est à 84 km de la ville de Rotorua.

### Géologie
La région est un centre d’activité volcanique et de géothermie. Les fontaines d’eau chaude disponibles pour se baigner sont localisées en plusieurs endroits à proximité. Les montagnes volcaniques du Mont Tauhara (en) se situent à 6 kilomètres (ou 4 milles) à l’est. Certaines zones de forêt près de Taupo, ont une végétation en sous-bois, d’arbustes et de fougères géantes, bien particulière.
Vers le nord-est, on trouve des fontaines d’eau chaude en grand nombre ; ces sources sont des sites de prolifération de certains micro-organismes extrêmophiles, probables survivants d’un environnement extrêmement chaud et ancien.

### Population
La ville de Taupo a une population de 21 360 habitants en 2020.

### Toponymie
Le toponyme Taupo, sous lequel la ville est habituellement connue, est la version abrégée de son nom complet, qui est Taupō-nui-a-Tia. Littéralement transcrit du langage maori, qui signifie « La grande cape de Tia », où Tia est le nom de celui, qui a découvert le lac.

### Accès
La ville de Taupo est située sur le trajet de la route State Highway 1/S H 1, circulant en concurrence avec la route State Highway 5/S H 5. Elle est située à 53 km au Nord de la ville de Turangi.
Taupo est une des villes importantes de Nouvelle-Zélande qui n’ont jamais été reliées au réseau national de chemin de fer (les autres étant Queenstown et Nelson), bien qu’un projet de rail ait existé dans le passé.

### Voisinage
Sur l'autre rive du fleuve Waikato, à la limite nord de Taupo, se trouvent les villes de banlieue Wharewaka et Nukuhau.. À l'est se trouve la ville de Tauhara, qui comporte une école, un collège et le golf de Taupo, et au sud se trouvent la ville de Hilltop, comportant un collège et l'hôpital de Taupo, la ville de Waipahihi, comportant une école et un jardin botanique, ainsi que le village Wharewaka ; ces villes forment une continuité urbaine avec le centre-ville.
Plus loin au sud-ouest se trouve le village de Acacia Bay, et au sud les villages de Five Mile Bay et Waitahanui (en), tous situés sur la rive du lac Taupo.

### Climat
Taupo possède un climat océanique (Köppen: Cfb), avec des étés vraiment doux et des hivers frais. Les temps montent jusqu'à 23,0 ºC en janvier et en février et 11,1 ºC en juillet; tandis que les temps minimales descendent jusqu'à 11,9 ºC en février et 2,5 ºC en juillet. Comparé à d’autres parties de l'Île du Nord elle est localisée à l’intérieur des terres 396 m en altitude. Cette position expose la ville à de l’air sec et des gelées sévères durant en hiver, mais ils peuvent même se survenir en été. Les précipitations annuelles sont modérées: environ 948,5 mm. Il y a en moyenne 109.8 jours pluvieux et 1950,9 heures d'ensoleillement par année. Toutefois les chutes de neige sont rares à Taupo, bien que la neige soit tombée en 14 août 2011 lors d’une période de froid prolongée sur la Nouvelle-Zélande.
| Mois                                            | jan.  | fév.  | mars  | avril | mai   | juin | jui.  | août  | sep. | oct.  | nov.  | déc.  | année   |
| ----------------------------------------------- | ----- | ----- | ----- | ----- | ----- | ---- | ----- | ----- | ---- | ----- | ----- | ----- | ------- |
| Température minimale moyenne (°C)               | 11,6  | 11,9  | 9,8   | 7,2   | 5,2   | 3,3  | 2,5   | 3     | 4,6  | 6,4   | 7,8   | 10,6  | 7       |
| Température maximale moyenne (°C)               | 23    | 23    | 20,7  | 17,4  | 14,4  | 11,9 | 11,1  | 12    | 13,9 | 16    | 18,3  | 20,9  | 16,9    |
| Record de froid (°C)                            | −1,5  | −1    | −1,5  | −4,7  | −5,3  | −6,2 | −7,1  | −6,3  | −5,3 | −5,1  | −4,2  | −1,7  | −7,1    |
| Record de chaleur (°C)                          | 33,2  | 33    | 28,9  | 25,2  | 23    | 18,8 | 17,2  | 19,5  | 23,8 | 27,6  | 32,8  | 30,8  | 33,2    |
| Ensoleillement (h)                              | 224,3 | 202,6 | 179,7 | 156,3 | 126,3 | 96,1 | 116,5 | 134,6 | 140  | 179,6 | 190,4 | 204,6 | 1 950,9 |
| Précipitations (mm)                             | 73,4  | 64,8  | 65,9  | 77,3  | 79,4  | 93   | 99,8  | 88,6  | 79   | 74,2  | 64,7  | 88    | 948,1   |
| dont nombre de jours avec précipitations ≥ 1 mm | 6,9   | 6,3   | 7,1   | 8,2   | 8,8   | 10,5 | 11,2  | 11,7  | 10,8 | 10,1  | 8,7   | 9,5   | 109,8   |
| Humidité relative (%)                           | 76,9  | 78,5  | 81,1  | 83    | 87,1  | 88,5 | 88,6  | 86,1  | 81,4 | 80,3  | 76,4  | 77    | 82,1    |

## Économie
Taupo est une destination touristique, particulièrement en été, car il offre une vue panoramique sur le lac et les montagnes volcaniques du parc national de Tongariro vers le sud. Il offre la possibilité d’un certain nombre d’activités touristiques comme le ski nautique, le jet boat et le parapente.
Taupo est une ville de services pour les plantations environnantes de pins, en particulier la forêt de Kaingaroa, la plus importante forêt créée par l’homme. Une importante scierie est située à approximativement 3 km au nord-est de la ville sur le Centennial Drive.
La centrale électrique géothermique de Wairakei est située à quelques kilomètres au nord de la ville.

## Éducation
Taupo a trois écoles supérieures : Tauhara College (en), Taupo Nui-a-Tia College (en) et l’école publique de Lake Taupo Christian School.
Il y a aussi les écoles primaires de St Patrick, de Waipahihi, de Hilltop, de Mount View, Taupo et de Tauhara primary schools, et Taupo Intermediate School (en).

## Événements Sportifs
(octobre 2019).
Depuis le milieu des années 1990, Taupo est devenu de plus en plus réputée comme lieu d’évènements sportifs majeurs, un lieu de réunions sportives internationales en nombre croissant. La taille compacte de la ville, l’environnement propre, la situation, centrale et le support du conseil et de la commune ont été cités comme les raisons pour l’organisation d’évènements majeurs dans Taupo.

## Loisirs
En 2009, une équipe de citoyens de Taupo gagna le programme de TVNZ 2 nommé Top Town (en).

### Événements annuels
- Ironman
- Lake Taupo Cycle Challenge
- Oxfam Trailwalker (en)
- Great Lake Relay (en)
- Taupo Half Marathon
- Taupo Half Ironman
- Mighty River Power Sailing Regatta
- Erupt Lake Taupo Events
- North Island Cross Country Championship

### Événements passés
- Concours International des Six Jours d'Enduro
- One-day International
- A1 Grand Prix

L’International Mountain Bicycling Association (en) a désigné le parcours de montagne bike au niveau de Bike Taupo comme un Circuit de niveau argent IMBA Ride Center. Les "Ride Centers" sont le centre le plus solide de soutien de l’IMBA pour les expériences fortes: soutien aux compétitions de trail.

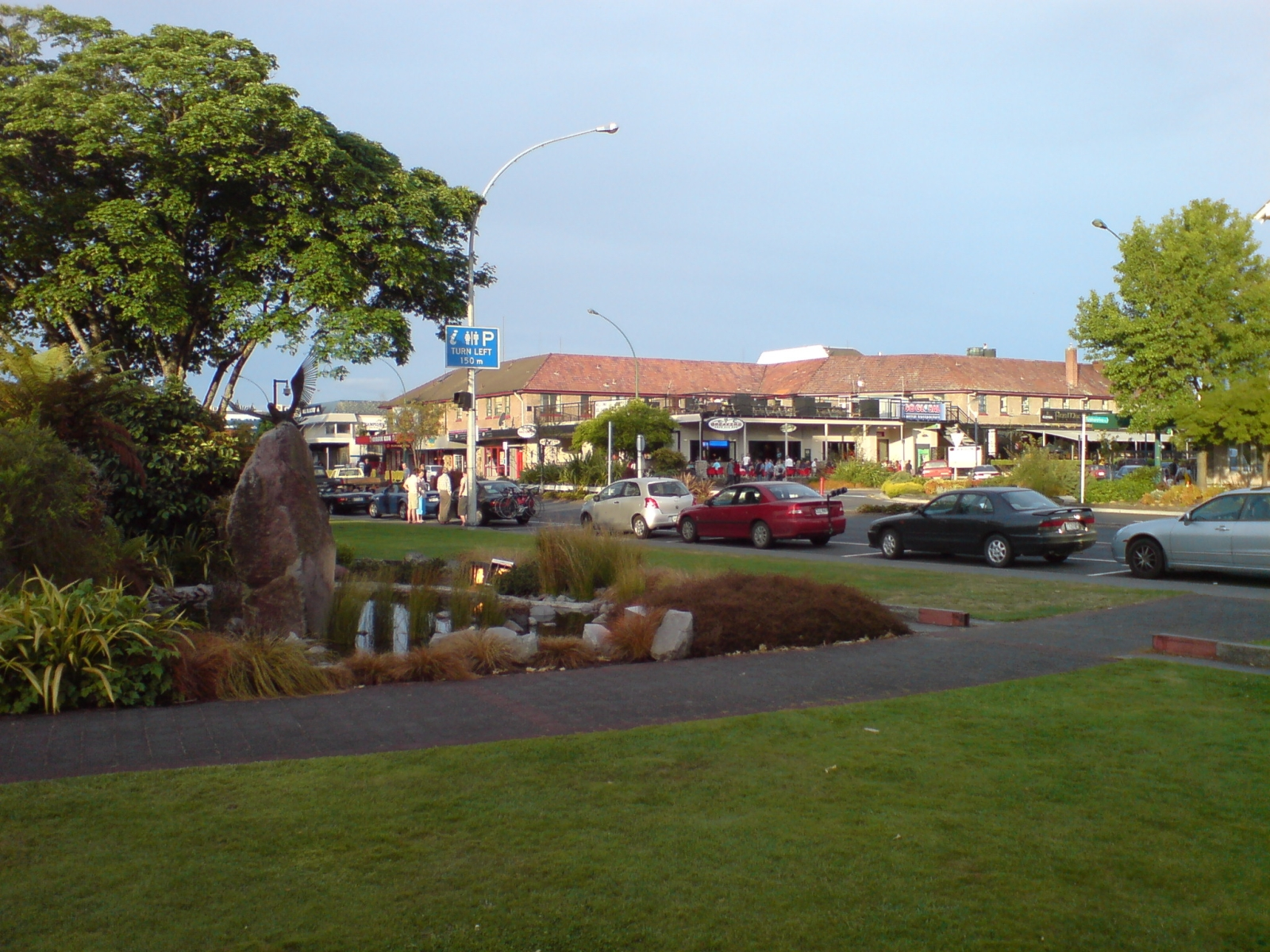
Une des principales rues de Taupo CBD, avec le Domaine de Taupo vers la gauche.

## Transport
Taupo est desservie par le réseau des State Highays de Nouvelle-Zélande (en) avec la route State Highway 1/SH 1, de la route State Highway 5/SH 5, et la "Thermal Explorer Highway" une route, qui sinue beaucoup. Ces trois routes courent conjointement sur 11 km à partir de la localité de Wairakei dans le nord, le long de Tongariro Street et Lake Terrace, vers le sud de Taupo.
Le aéroport de Taupo (en) est localisé au sud du centre-ville. L’aéroport est desservi par Eagle Airways (en), la compagnie subsidiaire d’Air New Zealand avec des vols directs utilisant des avions Beechcraft 1900D jusqu’à Auckland.
Les vols vers et de l'Wellington sont maintenant desservis par Sounds Air (en) utilisant un avion neuf places type Pilatus PC12 – monomoteur, turbopropulseur avec des vols de quarante-cinq minutes.

## Villes jumelles
- Hakone, Japon
- Nouméa, Nouvelle-Calédonie
- Suzhou, Chine
- Xi'an, Chine